# Mamonaheng Mokitimi

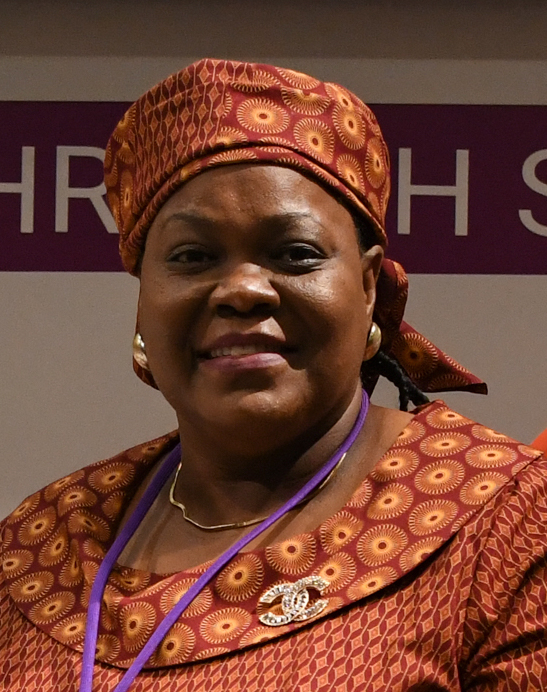
Mamonaheng Mokitimi

Mamonaheng Mokitimi (* 1970 in Morija, Distrikt Maseru, Lesotho) ist eine Politikerin aus Lesotho, die seit 2017, als erste Frau, Präsidentin des Senats von Lesotho ist.

## Leben
Mamonaheng Mokitimi, jüngstes von fünf Kindern von Buti Mokitimi und dessen Ehefrau, begann nach dem Schulbesuch ein Studium der Betriebswirtschaftslehre am Commercial Training Institute, das sie 1992 mit einem Diplom beendete. Ein darauf folgendes grundständiges Studium an der National University of Lesotho (NUL) schloss sie 1996 mit einem Bachelor of Arts (B.A.) ab. Danach begann sie ein postgraduales Studium der Pädagogik an der NUL und beendete dieses 1997 mit einem Zertifikat. Nach Abschluss des Studiums arbeitete sie als Buchhalterin bei der Security Unlimited Company und als Lehrerin an der Methodist High School. Des Weiteren spezialisierte sie sich als Geschäftsfrau auf kommerzielle Landwirtschaft und ist außerdem Direktorin und Anteilseignerin des Familienunternehmens TRHM Group. Sie trat 1999 zunächst als Hauptdolmetscherin in das Parlament von Lesotho ein und wurde später als Clerk Assistant stellvertretende Direktorin der Parlamentsverwaltung. Dort war sie auch HIV/AIDS-Koordinatorin im Senat und initiierte in Zusammenarbeit mit den Oberhäuptlingen, den Principal Chiefs, HIV/AIDS-Programme, die sehr erfolgreich bei der Verringerung der durch HIV/AIDS verursachten Todesfälle nicht nur am Arbeitsplatz, sondern im ganzen Land wurden.
2012 wurde sie als erste Frau zunächst Vizepräsidentin des Senats und bekleidete dieses Amt bis 2015. Am 14. Juli 2017 gewann ’Mamonaheng Mokitimi als erste Frau das Amt als Präsidentin des Senats von Lesotho nach einer Kampfabstimmung, unter anderem gegen den Prinzen Seeiso Bereng Seeiso, Bruder von König Letsie III. und zwischen 2015 und 2017 Präsident des Senats. Sie absolviert außerdem ein postgraduales Studium im Fach Entwicklungszusammenarbeit an der Universität des Freistaates zum Erwerb eines Master. Sie ist verheiratet und Mutter von zwei Kindern.

## Weblink
- President Of The Senate: Honourable Mamonaheng MOKITIMI. In: Senat von Lesotho. Abgerufen am 29. Mai 2022 (englisch).